# 聖葉理諾在野外 (達文西)
聖葉理諾在野外是一幅達芬奇未完成的畫作，現藏於羅馬梵蒂岡博物館。

## 描述
畫作描繪的是聖葉理諾在敘利亞沙漠中苦修的生活，他右手持著用來打擊肉體的石塊，而腳邊則是因為他幫忙拔出了爪子中的刺而向其效忠的獅子。
畫作左側背景是一個有險峻山峰環繞的湖泊。右側唯一能辨識出的物體是一個輪廓模糊的教堂。

## 歷史
這幅畫曾經被切成兩個部份，19世紀收藏家約瑟夫·費徹將其重新拼接起來。關於這位收藏家如何找到這幅畫的著名傳說之一是他發現畫作聖葉理諾軀幹部份被用做羅馬一家商店的桌板，而後數年又發現另一部份被用作鞋匠長椅的楔子。 無論傳說如何，事實是後來他的繼承人將其賣給了教皇庇護九世，後者將其安置在現在的梵蒂岡博物館里。此畫曾被認為是安吉利卡·考夫曼的作品，但被後來的學者否定。